# Estany de Colomina
L'Estany de Colomina és un llac d'origen glacial que es troba a 2.412 m d'altitud, a la capçalera de la vall Fosca, al Pallars Jussà, al nord-est del poble de Cabdella, en el terme municipal de la Torre de Cabdella.
La seva conca està formada per unes carenes situades entre el Tuc de Saburó, al nord-est, el Pic de la Mainera, a l'est, la Pala Pedregosa de Llessui al sud-est i les Pales de Colomina al nord-oest, que l'arredossen per aquest costat.
Pertany al grup de vint-i-sis llacs d'origen glacial de la capçalera del Flamisell, interconnectats subterràniament i per superfície entre ells i amb l'Estany Gento com a regulador del sistema. Rep les aigües de l'Estany de Mar pel nord-est, d'un estanyet situat a llevant seu, i de l'Estany Xic de Colomina pel nord-oest. Les seves aigües van a l'Estany Gento.